# 306 v.Chr.

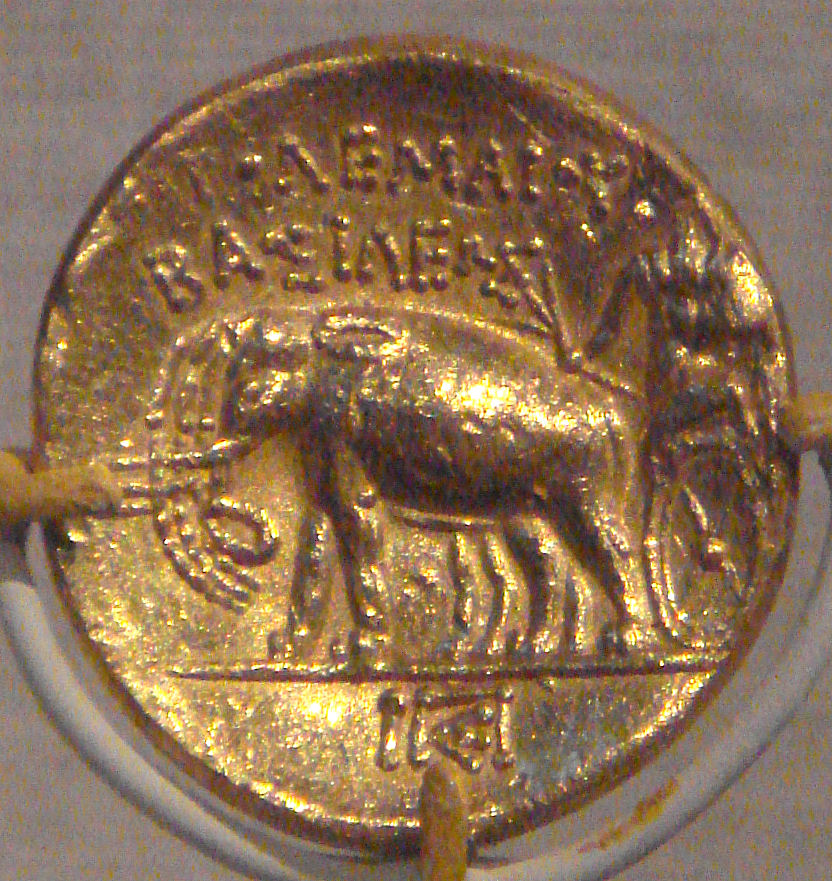
Gouden stater van Ptolemaeus I Soter

Het jaar 306 v.Chr. is een jaartal in de 4e eeuw v.Chr. volgens de christelijke jaartelling.

## Gebeurtenissen

### Griekenland
- Antigonus I (306 - 301 v.Chr.), bijgenaamd Monophthalmos (= de Eenogige), verklaart zichzelf na een reeks overwinningen tot koning en sticht daarmee de Antigoniden-dynastie.
- Demetrius Poliorcetes wordt door Antigonus I benoemd tot co-regent, hij heerst tevens over Klein-Azie en Syrië.
- Cassander (306 - 297 v.Chr.) neemt de koningstitel aan en wordt koning van Macedonië.
- Ptolemaeus I verjaagt Antigonus I uit de Nijl-delta, hij heeft hierdoor geen financiële middelen meer om een veldtocht voor te bereiden naar Griekenland.
- Epicurus sticht in Athene een school voor filosofie.
- Lysimachos begint met de bouw van een theater in Ilion.
- Slag bij Salamis: Demetrius I verslaat bij Salamis (huidige Cyprus) de Egyptische vloot onder Menaleus, een broer van Ptolemaeus I.
- Antigonus I verovert Cyprus, de Grieks-Macedonische vloot beheerst de Egeïsche Zee en het oosten van de Middellandse Zee.

### Europa
- Ingenius en Peredurus (306 - 296 v.Chr.) regeren gezamenlijk over Brittannië en zetten hun oudere broer Elidurus gevangen in de toren van Trinovantum.

### Italië
- Rome en Carthago sluiten een handelsverdrag, de Romeinen erkennen de handelsroutes van Afrika en Spanje. De Carthagers respecteren die naar Rodos en Sicilië.
- Agathocles, tiran van Syracuse, sluit een vredesverdrag met Carthago, in het verdrag wordt de rivier de Platani als gemeenschappelijke grens erkend.

## Geboren
- Hiëro II (~306 v.Chr. - ~214 v.Chr.), tiran en koning van Syracuse